# Bardia
Bardia o Barra (també apareix com Burdia) fou un estat tributari protegit de l'agència de Malwa a l'Índia central.
La seva superfície era de 18 km² i la població de 538 habitants el 1901. Tenia uns ingressos estimats vers 1900 de 15.000 rupies. El sobirà tenia el títol de rao i era de casta rajput del clan chauhan. Rebia tankahs de Gwalior, Holkar i Dewas.